# Business Wellness Group
Business Wellness Group AB är moderbolag i en koncern som äger och driver företagen Centigo och Accigo. Totalt har Business Wellness Group drygt 400 anställda och huvudkontoret ligger i Stockholm. Omsättningen uppgick 2022-06 till 614 MSEK.